# Calzacayo
Calzacayo är en ort i Mexiko.   Den ligger i kommunen Alpatláhuac och delstaten Veracruz, i den sydöstra delen av landet, 210 km öster om huvudstaden Mexico City. Calzacayo ligger 2 068 meter över havet och antalet invånare är 121.
Terrängen runt Calzacayo är huvudsakligen kuperad, men västerut är den bergig. Terrängen runt Calzacayo sluttar österut. Runt Calzacayo är det tätbefolkat, med 331 invånare per kvadratkilometer. Närmaste större samhälle är Huatusco de Chicuellar, 14,9 km öster om Calzacayo. Omgivningarna runt Calzacayo är en mosaik av jordbruksmark och naturlig växtlighet.